# I numeri dell'universo
(Incipit)
I numeri dell'universo. Le costanti di natura e la Teoria del Tutto è un saggio divulgativo di cosmologia di John David Barrow, che è focalizzato sul significato che assumono le costanti di natura nell'universo e sugli sforzi che la comunità scientifica ha fatto per cercare di dedurle o incorporarle da un'unica "teoria del tutto".
Il saggio di carattere divulgativo affronta numerosi temi di attualità scientifica, come ad esempio la possibilità che le costanti fisiche non siano costanti nel tempo oppure in che modo queste determinino la vita nell'universo. Una variazione delle costanti fisiche o chimiche, come quelle che determinano l'intensità dell'interazione gravitazionale o elettrica, implicherebbe numerosi stravolgimenti dalle strutture nucleari fino alle scale cosmologiche, tali che la vita non sarebbe più possibile, almeno nella forma attuale. Da qui nasce una riflessione sul principio antropico legata al significato della nostra stessa esistenza.

## Edizioni
- John David Barrow, I numeri dell'universo, Milano, Mondadori, 2003,  pp. 326, ISBN 978-88-04-53248-4.